# Tiếng Hebrew hiện đại
Tiếng Hebrew hiện đại hay tiếng Hebrew Israel (עברית חדשה ʿivrít ḥadašá [h], [ivˈʁit χadaˈʃa] - "tiếng Hebrew hiện đại" hoặc "tiếng Hebrew mới"), thường được người nói gọi đơn giản là tiếng Hebrew (עברית Ivrit), dạng chuẩn của tiếng Hebrew được nói ngày nay. Được nói vào thời cổ đại, tiếng Hebrew, một thành viên của nhánh Canaan thuộc ngữ tộc Semit. Nó mất vai trò thổ ngữ/ngôn ngữ nói hàng ngày của người Do Thái vào tay phương ngữ Aram bắt đầu vào thế kỷ thứ ba trước Công nguyên, mặc dù nó tiếp tục được sử dụng như một ngôn ngữ phụng vụ và văn học. Nó được hồi sinh như một ngôn ngữ nói trong thế kỷ 19 và 20 và là ngôn ngữ chính thức của Israel.
Tiếng Hebrew hiện đại được nói bởi khoảng chín triệu người, kể cả người bản ngữ, thông thạo và không thông thạo. Hầu hết người nói là công dân Israel: khoảng năm triệu người Israel nói tiếng Hebrew hiện đại như ngôn ngữ mẹ đẻ, 1,5 triệu là người nhập cư vào Israel, 1,5 triệu là công dân Ả Rập của Israel (có ngôn ngữ đầu tiên thường là tiếng Ả Rập) và nửa triệu là người Israel ở nước ngoài hoặc người Do Thái di cư sống bên ngoài Israel.
Tổ chức chính thức chỉ đạo phát triển ngôn ngữ tiếng Hebrew hiện đại, theo luật pháp của Nhà nước Israel, là Viện hàn lâm Ngôn ngữ Hebrew.

## Lịch sử
Lịch sử của tiếng Hebrew có thể được chia thành bốn thời kỳ chính:
- Tiếng Hebrew Kinh Thánh, cho đến khoảng thế kỷ thứ 3 trước Công nguyên; ngôn ngữ của hầu hết Kinh thánh Hebrew
- Tiếng Hebrew Mishnah, ngôn ngữ của Mishnah và Talmud
- Tiếng Hebrew trung đại, từ khoảng thế kỷ thứ 6 đến thế kỷ 13
- Tiếng Hebrew hiện đại, ngôn ngữ của Nhà nước Israel hiện đại.

Các nguồn đương thời của người Do Thái mô tả tiếng Hebrew hưng thịnh như một ngôn ngữ nói ở vương quốc Israel và Judah, trong khoảng 1200 đến 586 TCN. Các học giả tranh luận về mức độ mà tiếng Hebrew vẫn là một ngôn ngữ nói sau thời lưu đày Babylon, trong khi tiếng Aram cổ trở thành ngôn ngữ quốc tế chiếm ưu thế trong khu vực.
Tiếng Hebrew chết như là thổ ngữ ở đâu đó trong khoảng từ 200 đến 400 Công nguyên, suy giảm sau cuộc nổi dậy Bar Kokhba 132-136 Công nguyên, tàn phá cư dân của Judea. Sau khi người Do Thái lưu vong, họ trở nên hạn chế sử dụng trong phụng vụ.

## Hồi sinh
Tiếng Hebrew được nói ở nhiều thời điểm và cho một số mục đích trên khắp cộng đổng di cư, và trong thời Yishuv cũ, nó đã phát triển thành một lingua franca giữa những người Do Thái tại Palestine. Eliezer Ben-Yehuda sau đó đã dẫn đầu một sự hồi sinh của tiếng Hebrew như tiếng mẹ đẻ vào cuối thế kỷ 19 và đầu thế kỷ 20. Tiếng Hebrew hiện đại sử dụng hình vị tiếng Hebrew Kinh thánh, chữ viết tiếng Mishnah và cách phát âm tiếng Sephard. Nhiều thành ngữ và yếu tố vay mượn từ tiếng Yid. Sự chấp nhận của những người nhập cư Do Thái đầu tiên đến Ottoman Palestine được tạo ra chủ yếu bởi sự hỗ trợ từ các tổ chức Edmond James de Rothschild vào những năm 1880 và địa vị chính thức mà nó nhận được trong hiến pháp năm 1922 của Phái bộ Anh đối với Palestine.

## Âm vị học
Tiếng Hebrew hiện đại có ít âm vị hơn tiếng Hebrew Kinh thánh nhưng nó đã phát triển điểm phức tạp riêng về âm vị học. Tiếng Hebrew Israel có 25 đến 27 phụ âm (tùy thuộc vào việc người nói có phát âm yết hầu hay không), và 5 đến 10 nguyên âm, tùy thuộc vào việc liệu các âm đôi và nguyên âm dài và ngắn có được tính hay không và tùy thuộc vào người nói và cách phân tích.

## Hình thái
Hình thái tiếng Hebrew hiện đại (dạng, cấu trúc và mối liên hệ của các từ trong ngôn ngữ) về cơ bản dựa trên tiếng Hebrew Kinh Thánh.

## Cú pháp
Cú pháp của tiếng Hebrew hiện đại chủ yếu dựa trên tiếng Mishnah nhưng cũng cho thấy ảnh hưởng của các ngôn ngữ có liên quan khác mà người nói đã tiếp xúc trong thời kỳ phục hưng và trong thế kỷ qua.
Cấu trúc câu của tiếng Hebrew hiện đại chủ yếu là SVO (chủ-động-tân). Tiếng Hebrew Kinh thánh ban đầu là động-chủ-tân (VSO), nhưng sau đó biến đổi thành SVO.